# Cladura tetraspila
Cladura tetraspila is een tweevleugelige uit de familie steltmuggen (Limoniidae). De soort komt voor in het Palearctisch gebied.